# Asgard Peak
Asgard Peak är en bergstopp i Kanada.   Den ligger i provinsen British Columbia, i den södra delen av landet, 3 100 km väster om huvudstaden Ottawa. Toppen på Asgard Peak är 2 796 meter över havet.
Terrängen runt Asgard Peak är huvudsakligen bergig. Asgard Peak är den högsta punkten i trakten. Trakten runt Asgard Peak är nära nog obefolkad, med mindre än två invånare per kvadratkilometer.. Närmaste större samhälle är Slocan, 13,6 km öster om Asgard Peak.
Trakten runt Asgard Peak består i huvudsak av gräsmarker.